# Nguyễn Đức Hiền
Nguyễn Đức Hiền (ur. 14 listopada 1925 w Châu Đốc) – południowowietnamski kolarz.  Reprezentant Wietnamu Południowego na Letnich Igrzyskach Olimpijskich 1952 w Helsinkach. Na igrzyskach uczestniczył w wyścigu indywidualnym ze startu wspólnego, w którym nie ukończył wyścigu.